# Mount Frost
Mount Frost ist ein 2350 m hoher Berg in der antarktischen Ross Dependency. Er ragt rund 6,5 km südlich des Mount Zinkovich an der Südflanke des Entstehungsgebiets des Silk-Gletschers auf. 
Das Advisory Committee on Antarctic Names benannte ihn 1965 nach Lieutenant Col. Foy B. Frost von der United States Air Force, Kommandeur des 9. Truppentransportgeschwaders, das bei der Versorgung diverser Forschungsstationen in der Antarktis im Rahmen der Operation Deep Freeze im Jahr 1962 geholfen hatte.